# Czorneboh (Gottheit)
Tschernebog, Czarnobóg oder Czorneboh (russisch Чернобог, deutsch ‚Schwarzer Gott‘), Czernoglowy (‚Schwarzhaupt‘) ist ein westslawischer Gott, der nur aus einer Notiz des Chronisten Helmold von Bosau aus dem 12. Jahrhundert bekannt ist. In seiner Chronica Slavorum schreibt Helmold, dass die Slawen nach den Opferritualen zum Festmahl zusammenkämen, eine Schale herumgehen ließen und dabei Trink- und Segenssprüche ausbrächten. Sie glaubten nämlich, dass alles Glück von einem guten, alles Unglück von einem bösen Gott gelenkt werde, und

“Unde etiam malum deum lingua sua Diabol sive Zcerneboch, id est nigrum deum, appellant.”

„Daher nennen sie den bösen Gott in ihrer Sprache Diabol oder Zcerneboch, das heißt den schwarzen Gott.“

Den Namen des anderen Gottes überliefert Helmold nicht; dass die gute (weiße) Gottheit Bieleboh hieß, wird lediglich aus dem Vorkommen dieses Namens in Ortsbezeichnungen geschlossen. In der Nähe von Bautzen liegen zwei Berge namens Czorneboh und Bieleboh, die mit Helmolds Notiz in Verbindung gebracht wurden. Die Benennung stammt aber aus jüngerer Zeit. Im 19. Jahrhundert wurden in Böhmen etliche Heiligtümer und Tempelanlagen des Czorneboh „entdeckt“, doch hielt keine dieser Entdeckungen einer wissenschaftlichen Überprüfung stand. Die Herthaburg auf der Halbinsel Jasmund wird ebenfalls für einen Kultplatz des Czernoglowy gehalten.
In einer Sequenz des Disney-Films Fantasia taucht ein Dämon namens „Chernobog“ auf. Auch in der zwölften Folge der vierten Staffel der US-amerikanischen Fantasyserie Once Upon a Time – Es war einmal … gibt es einen gleichnamigen Charakter. Im Computerspiel Blood kämpft der untote Revolverheld Caleb gegen den dunklen Gott Chernobog und seine Anhänger. In Neil Gaimans Roman American Gods sowie der dazugehörigen Serienadaption auf Prime Video kommt Czernobog vor, ebenso wie in der zweiten Staffel der Netflix-Serie The Witcher.